# Nisída Thýmaina
Nisída Thýmaina är en ö i Grekland.   Den ligger i prefekturen Nomós Sámou och regionen Nordegeiska öarna, i den östra delen av landet, 240 km öster om huvudstaden Aten. Arean är 10,6 kvadratkilometer.
Terrängen på Nisída Thýmaina är lite kuperad. Öns högsta punkt är 439 meter över havet. Den sträcker sig 4,3 kilometer i nord-sydlig riktning, och 5,6 kilometer i öst-västlig riktning.